# فرنچ کیوی جوس

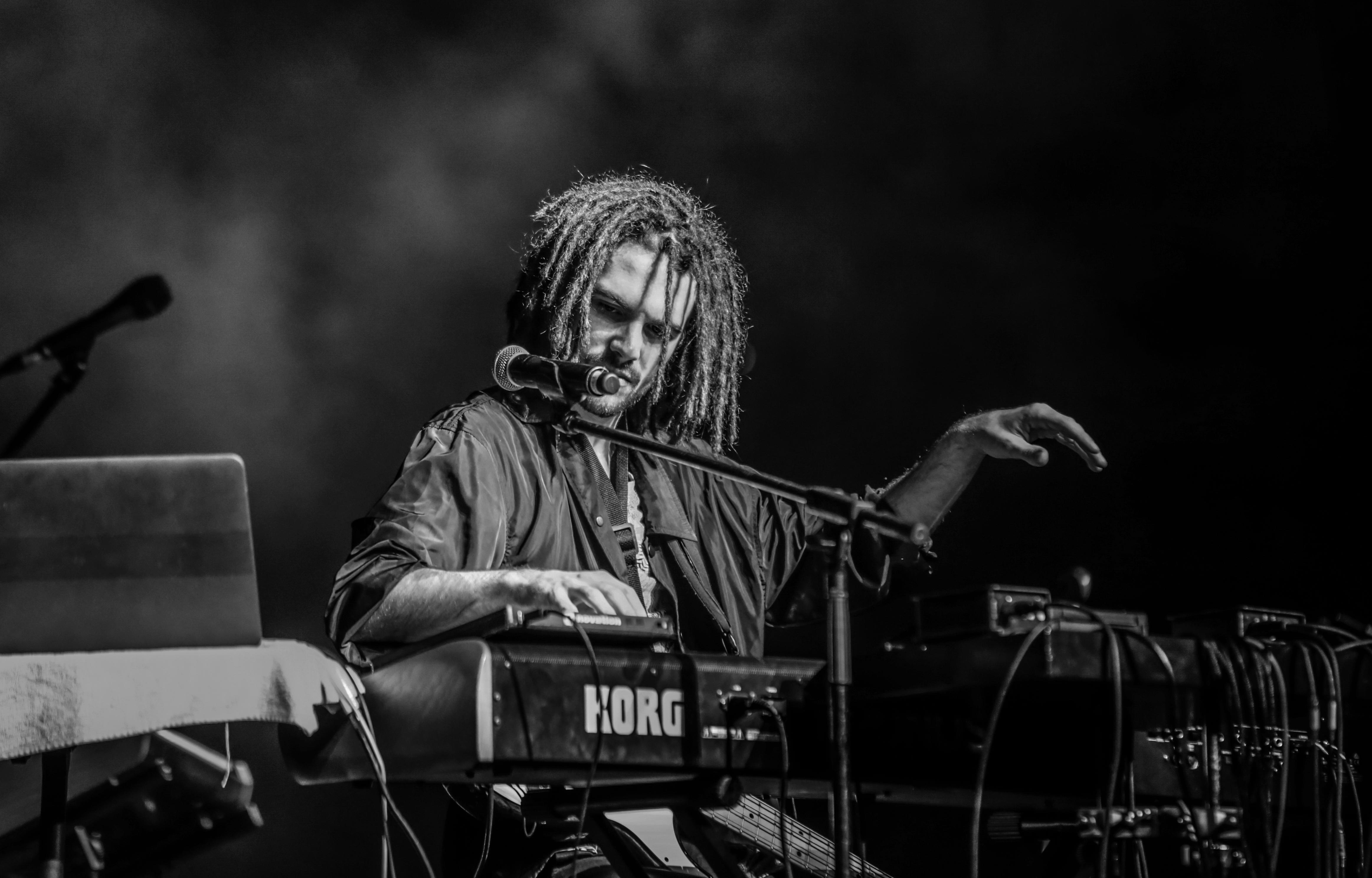
اف‌کی‌جی لایو در هند (دسامبر ۲۰۱۸)

وینسنت فنتون (انگلیسی: Vincent Fenton؛ زاده ی ۲۶ مارس ۱۹۹۰) که به طور حرفه‌ای با نام فرنچ کیوی جوس (French Kiwi Juice) یا به اختصار اف‌کی‌جی شناخته می‌شود، خواننده و موسیقی‌دان فرانسوی است. او به‌خاطر اجراهای زنده انفرادی‌اش معروف است که در آن‌ها با استفاده از نرم‌افزار Ableton Live لوپ‌های زنده می‌سازد و مهارت‌های نوازندگی چند سازه بودن خود را به نمایش می‌گذارد. اولین آلبوم او با نام فرنچ کیوی جوس در ۳ مارس ۲۰۱۷ منتشر شد. اف‌کی‌جی در جشنواره‌های موسیقی از جمله کوچلا و لالوپالوزا اجرا کرده است.